# Santiago Jaltepec
Santiago Jaltepec är en ort i Mexiko.   Den ligger i kommunen Mineral de la Reforma och delstaten Hidalgo, i den sydöstra delen av landet, 90 km nordost om huvudstaden Mexico City. Santiago Jaltepec ligger 2 441 meter över havet och antalet invånare är 1 827.
Terrängen runt Santiago Jaltepec är kuperad åt nordost, men åt sydväst är den platt. Runt Santiago Jaltepec är det mycket tätbefolkat, med 1 135 invånare per kvadratkilometer. Närmaste större samhälle är Pachuca de Soto, 2,4 km väster om Santiago Jaltepec. Omgivningarna runt Santiago Jaltepec är i huvudsak ett öppet busklandskap.